# Benício Fontenele
Manuel Benício Fontenelle (Itaocara, 22 de fevereiro de 1902 — Rio de Janeiro, fevereiro de 1978) foi um político brasileiro. Exerceu o mandato de deputado federal constituinte Distrito Federal em 1946.